# Acremma rhodophaea
Acremma rhodophaea is een vlinder van de familie van de spinneruilen (Erebidae). De wetenschappelijke naam van deze soort is voor het eerst voorgesteld door Hermann Hacker, Ralf Fiebig en Dirk Stadie in een publicatie uit 2019.
De soort komt voor op Madagaskar.